# Bacelarella tanohi
Bacelarella tanohi är en spindelart som beskrevs av Szüts, Jocque 200. Bacelarella tanohi ingår i släktet Bacelarella och familjen hoppspindlar. Inga underarter finns listade.